# Staind: The Videos
Staind: The Videos es un DVD de la banda de rock estadounidense Staind. Fue lanzado por Atlantic Records el 14 de noviembre de 2006. Acompaña a un disco de sencillos llamado The Singles: 1996-2006 que fue lanzado el mismo día

## Lista de canciones
1. "Just Go"
2. "Mudshovel"
3. "Home"
4. "Outside" (Versión en vivo del Tour "Family Values, presentando a Fred Durst)
5. "It's Been Awhile"
6. "Fade"
7. "For You"
8. "Epiphany"
9. "Price to Play"
10. "How About You"
11. "So Far Away"
12. "Right Here"
13. "Falling"
14. "Everything Changes"
15. "Zoe Jane"

## Pistas adicionales
1. "Sober" cover a Tool (acústico en vivo)
2. "Everything Changes" (acústico en vivo)